# Эль Кукуй

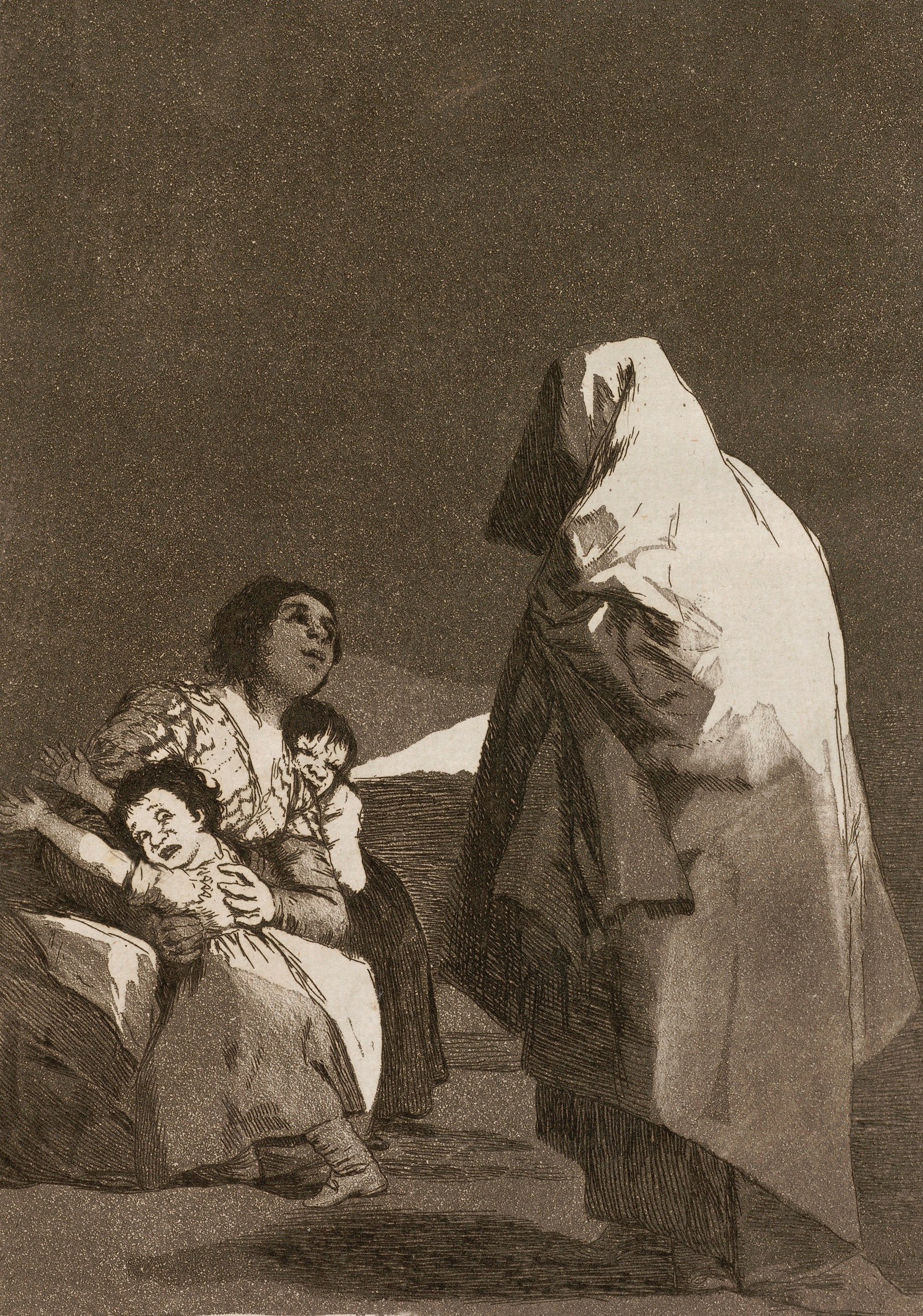
Приход Эль Кукуя (1799) Автор: Франсиско Гойя

Эль Куку́й (Куко, Кока, Кука, Коко) (исп. El Cucuy) — мистический монстр-призрак в латиноамериканском детском фольклоре. Эквивалентен Бугимену и Бабаю (славянский фольклор). Коко мужского пола, а Кока — женского, хотя невозможно отличить один вид монстра от другого, поскольку оба являются одним и тем же существом внешне.

## Происхождение имён
Миф об Эль Кукуе изначально зародился в странах Португалии и Испании. Само слово Коко (исп. coco) произошло от португальского Коко (порт. côco), в котором говорится о призраке с тыквой вместо головы. Слово Коко используется в разговорной речи для обозначения человеческой головы на португальском и испанском языках. Коко также означает «череп». Слово cocuruto на португальском языке означает макушка и самое высокое место. С Баскского языка Gogo переводится как «дух». В Испании crouca означает «голова», с пракельтского *krowkā-, с вариантной cróca, либо коко или кока означает «голова». Сходно со словом crogen, что с корнского языка переводится как «череп», и с бретонским словом krogen ar penn, с тем же значением — «череп». С ирландского clocan переводится «череп».
В лузитанской мифологии, Crouga — это имя малоизвестного божества, которому преподносили дары.
Древняя португальская метафора «дай кому-нибудь кока» (порт. dar coca a alguém) означает: чтобы покорить хоть одного человека, который будет вас любить, ласкать и обнимать, сделайте и используйте волшебные снадобья и магические заклинания. Слова «acocado» (баловать испорченное дитя) и «acocorar» (разбаловать и испортить дитя) происходят от слова coca (кока).
Во многих странах Латинской Америки монстра Кока или Коко чаще называют Эль Кукуем. На севере Нью-Мексико и в южной части Колорадо, где преобладает испаноязычное население, Эль Кукуя называют по его церковному имени «Коко Мен» (Коко Человек). В бразильском фольклоре монстру дали имя Кука (от порт. кока) и изображают его как гуманоида-аллигатора женского пола.

## Легенда
В Испании и странах Латинской Америки родители поют колыбельную и рассказывают своим детям страшные истории об Эль Кукуе, чтобы отучить детей от плохого поведения и непослушания. Если дети не будут слушаться своих родителей и будут вести себя плохо, то Эль Кукуй придёт к ним, заберёт и съест их.
Пугает больше всего не то, как выглядит Кукуй, а то, что он может сделать. Он похищает и съедает детей. Коко может сразу проглотить ребёнка, не оставив и следа, а может, будучи призраком, вселиться в него и увести туда, откуда нет возврата. Кукуй приходит к непослушным детям, забирается на крышу и наблюдает за ними. Он — что-то противоположное ангелу-хранителю и часто сравнивается с дьяволом. Другие представляют Коко как умершего человека.
Самая старая из известных колыбельных об Эль Кукуе появилась ещё в XVII веке, но до сих пор сохранила свой первоначальный смысл:
Duérmete niño, duérmete ya…

Que viene el Coco y te comerá.

Спи, дитя, спи…

Иначе Кукуй придет и съест тебя
В других колыбельных название Кукуй или Коко/Кока может меняться. Чаще его называют Бугименом.
Во время португальской и испанской колонизации Латинской Америки легенда об Эль Кукуе была распространена в таких странах, как Мексика, Аргентина и Чили.

## Физические представления

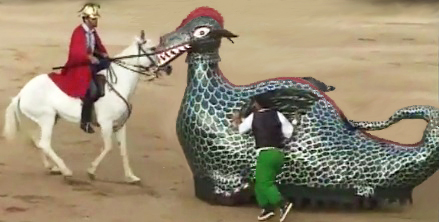
«Фестиваль Кока» во время празднования праздника Тела и Крови Христовых в Монсан, Португалия

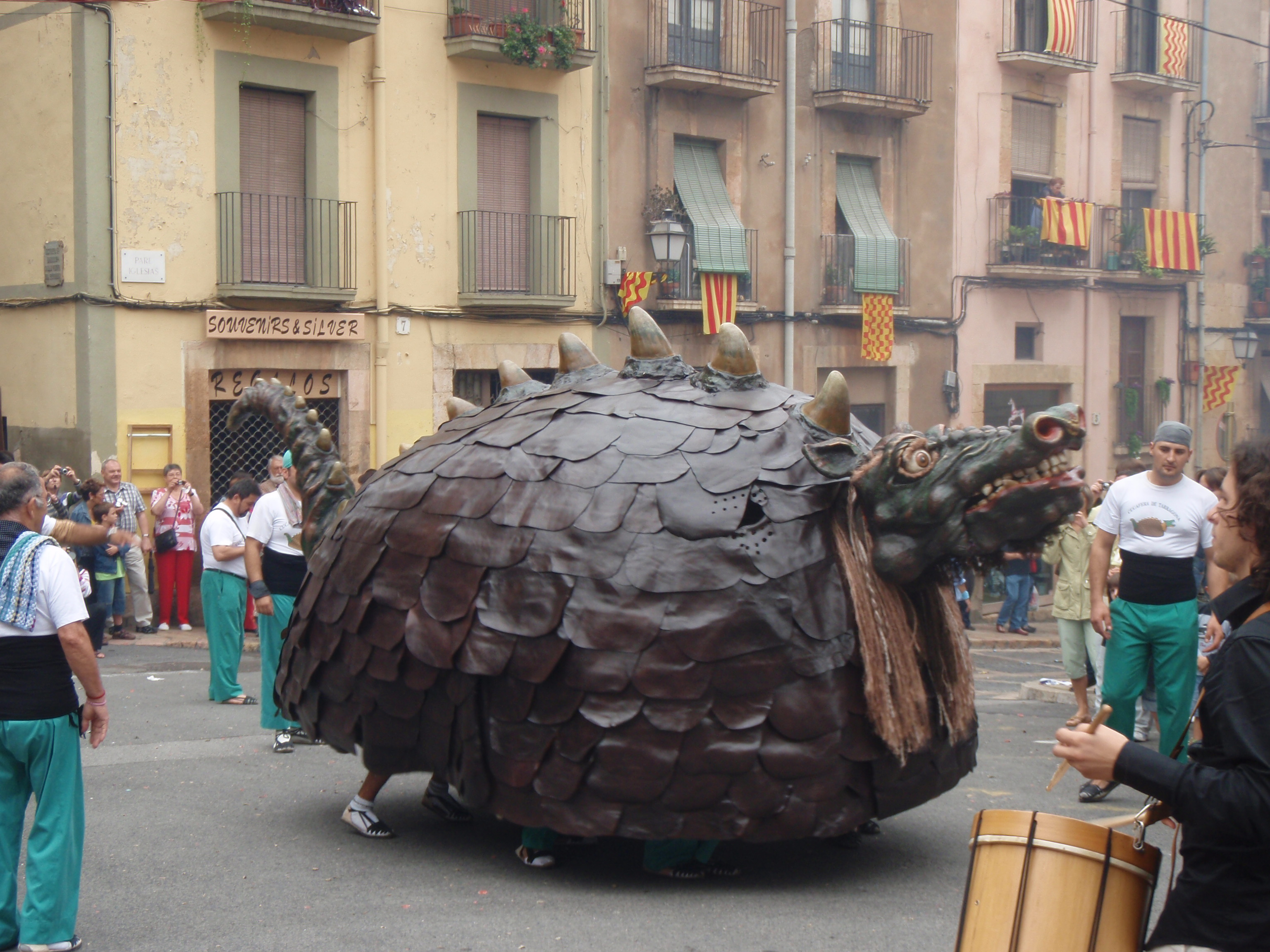
Во время празднования фестиваля святой Феклы в Таррагона, Испания

Общепринятого описания Эль Кукуя нет, потому что в разных странах его изображают по-разному, но всё сводится к тому, что на это существо очень страшно смотреть. Его описывают как бесформенную фигуру или как волосатого монстра, который прячется в шкафах или под кроватями и ест детей, которые плохо себя ведут, когда родители заставляют их ложиться спать.

### Мифические животные
Кукуя изображали в виде женщины-дракона на разных фестивалях в средневековые времена. В Португалии до сих пор сохранился один из таких фестивалей, который проводят в Монсане, где Кока борется с Георгием Победоносцем в день праздника Тела и Крови Христовых. Её называют Санта Кокой или Хвостатой Кокой. И если Кока побеждает, напугав лошадь, то будет год голода и неурожая, а если победит Георгий Победоносец и отрежет язык или ухо с серьгой, то будет плодородный год. Как это ни странно, но люди болеют за Хвостатую Коку. В Испании есть ещё два дракона Cocas: один в Бетансос, другой — в Редондела. Легенда гласит, что дракон прибыл со стороны моря и пожирал молодых женщин. Он был убит в бою при нападении на город. В Монсане, как гласит легенда, она живёт в реке Миньо, а в Редондела — в Риа Виго. Драконы имеют одно и то же имя, которое было дано в португальском и испанском языках от слова Cog — распространённое в средневековые времена военное судно.
Есть ссылка на Кока в книге Livro 3 de Doações de D. Афонсу III от 1274 года, где он упоминается как большая рыба, которая появляется на берегу.
В Бразилии Коко выглядит как женщина-аллигатор, называемая Кука. Кука появляется в качестве злодея в некоторых детских книгах Монтейру Лобату. Художники, иллюстрирующие эти книги, изображали Кука как антропоморфного аллигатора. Она является аллюзией на Кока — дракона из фольклора Португалии и Испании.

### Головы

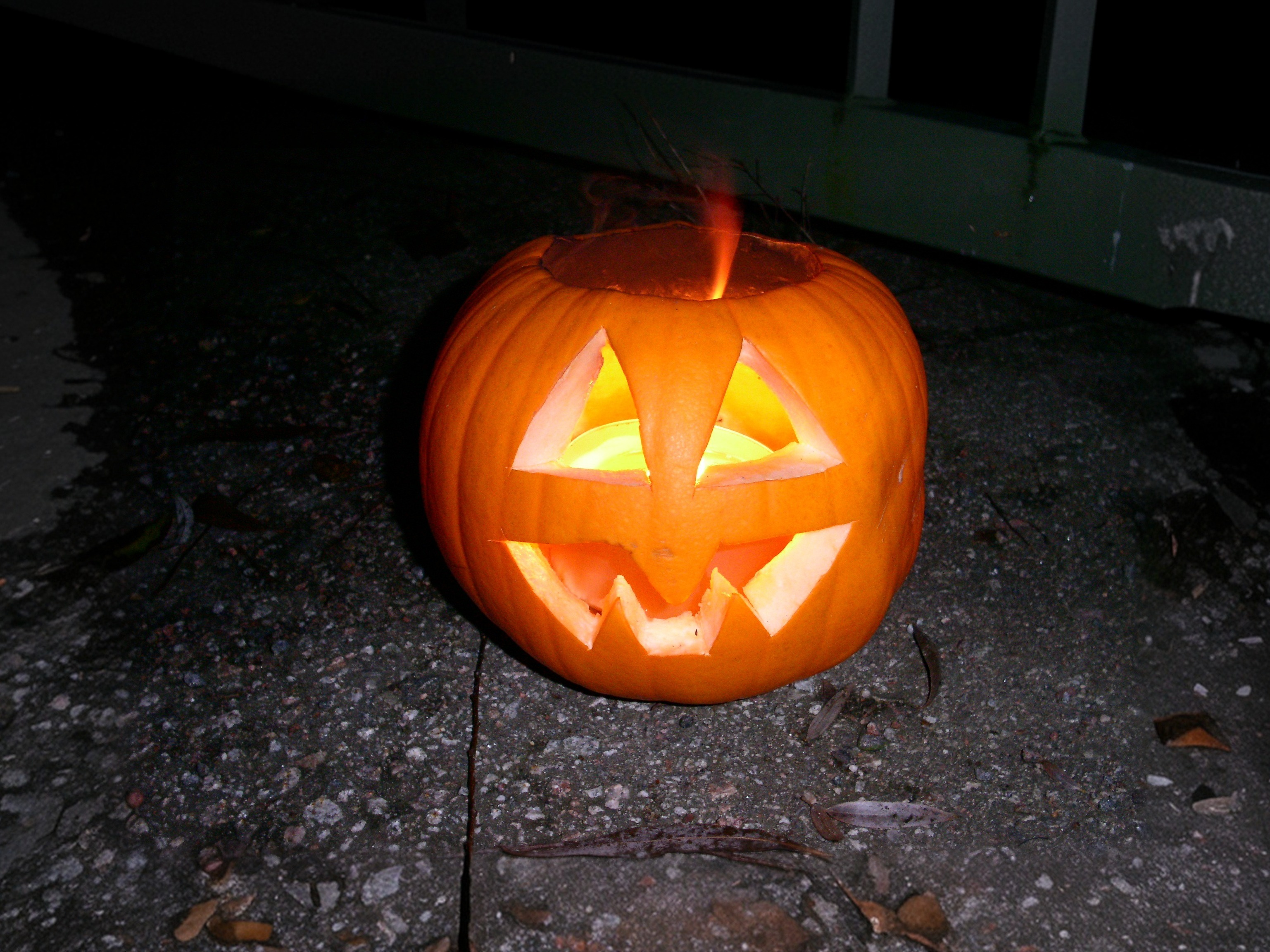
На португальском языке, черепа, как резные растительные (в основном из тыквы) фонари называют «коко» или «кока»

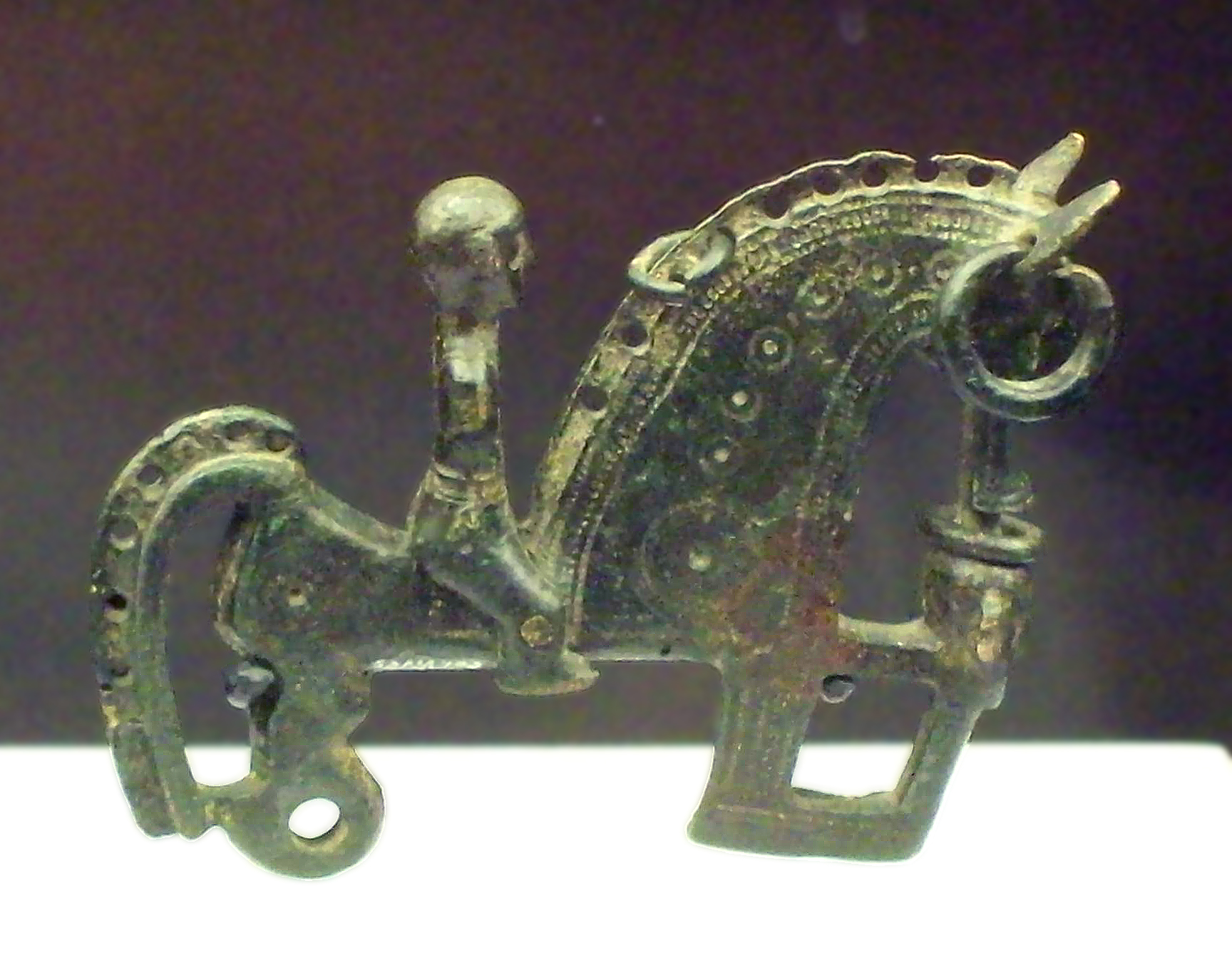
Бронзовая Фибула, сделанная в виде воина, несущего отрубленную голову

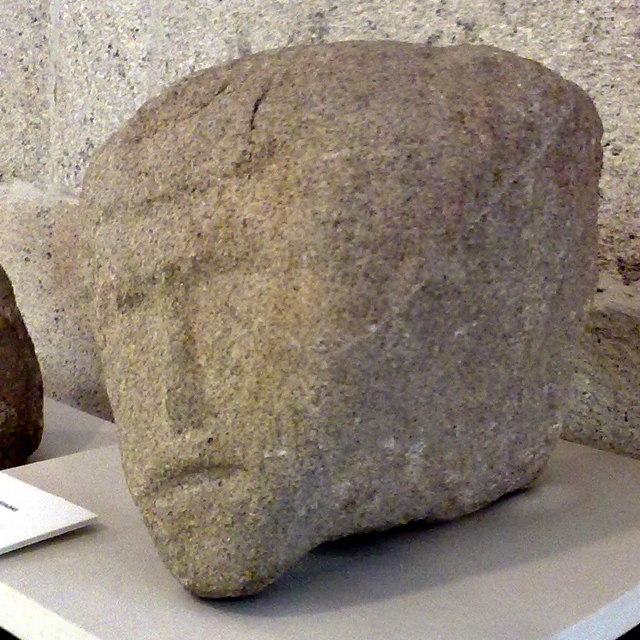
Lusitanian Мифология «отрубленная голова»

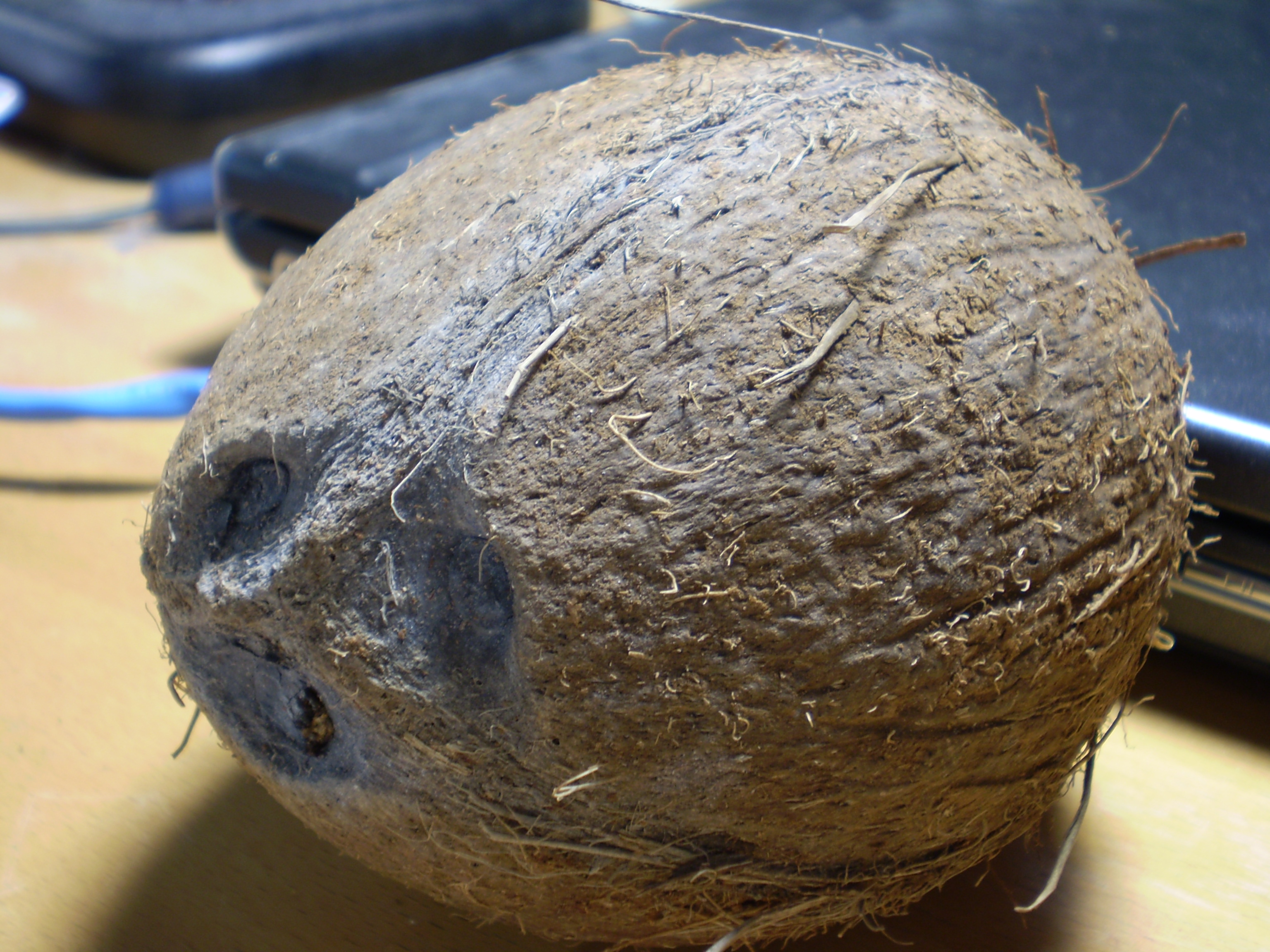
Моряк Васко да Гама назвал плод полинезийской пальмы, «Коко». Слово «кокос», как раз, пошло именно отсюда

Традиционно в Португалии коко изображается в виде резного растительного фонаря, изготовленного из тыквы с двумя глазами и ртом, с свечой внутри, чтобы напугать людей, или представляется как бронзовая фибула, сделанная в виде воина, несущего отрубленную голову. Иногда головы-тыквы надевают на деревянные колья так, как когда-то вешали головы врагов на копья воины Иберии.
В 1498 году моряк Васко да Гама назвал плод полинезийской пальмы «Коко», напомнив многим о мифическом существе. Слово «кокос» как раз пошло именно отсюда.
Рафаэль Блюто (Rafael Bluteau, 1712) определяет, что коко и кока должны выглядеть как черепа, в Португалии:
«Коко или Кока. Воспользуемся этими словами, чтобы пугать детей, потому что Коко имеет на своей внешней поверхности три отверстия, дающие ей вид черепа»
В первой половине XX века коко был неотъемлемой частью торжеств, таких, как День всех усопших верных и ритуального попрошайничества Pão-por-Deus (хлеб во имя Бога).

### Плащ с капюшоном

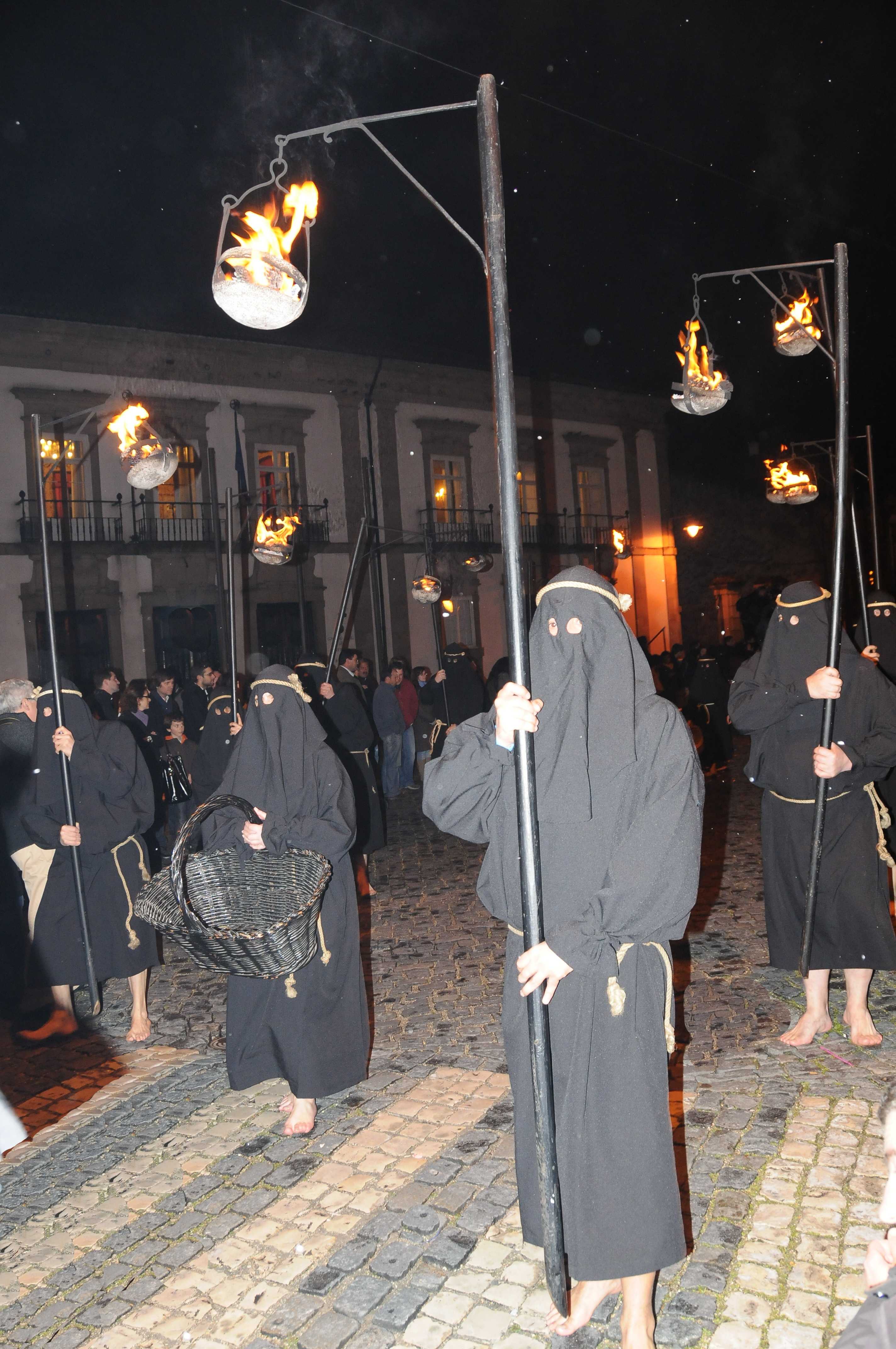
Процессия «Се Человек» на Великий четверг, в Браге, Португалия

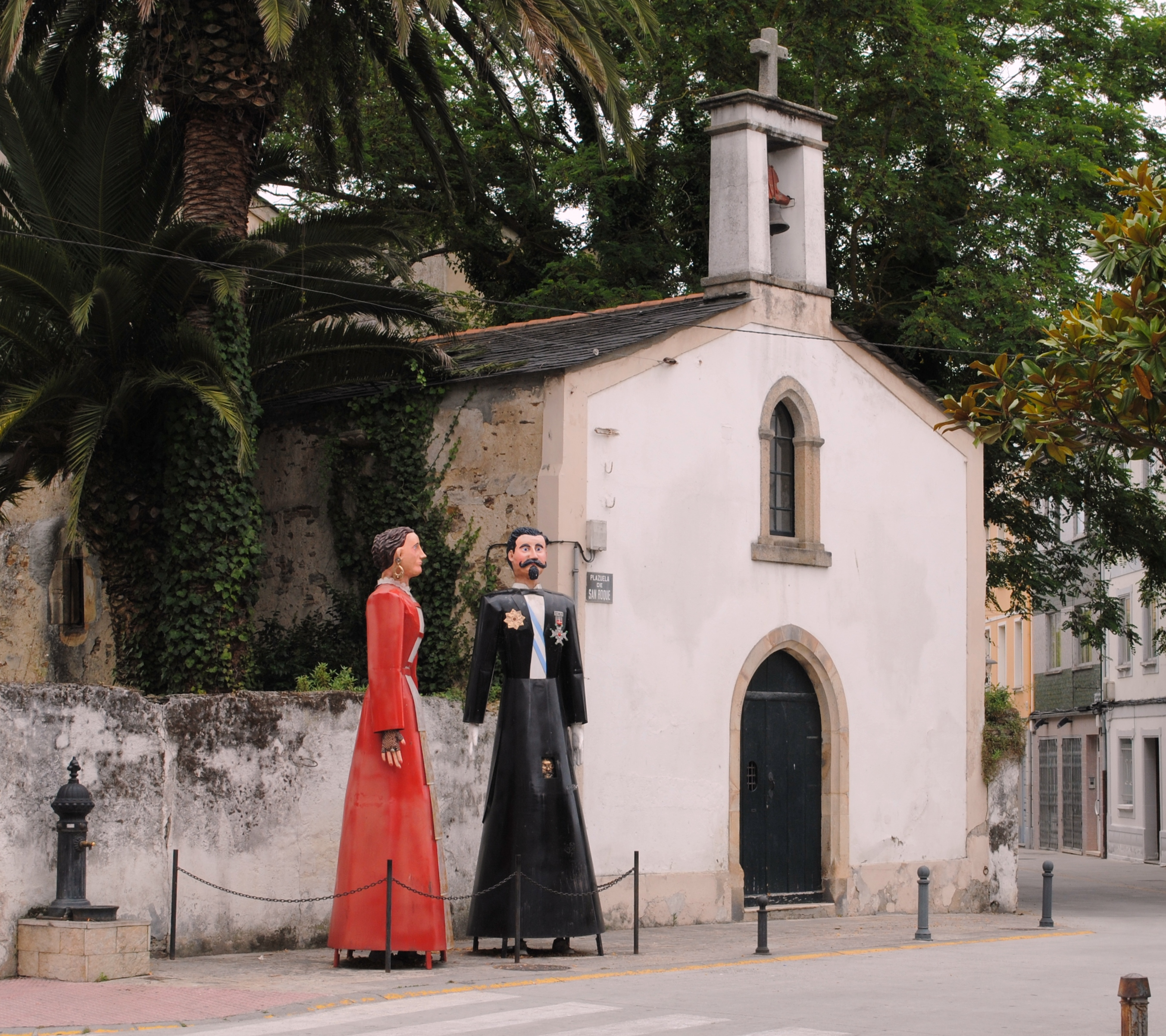
Кокос, представления коко и кока в Рибадео. Традиция восходит к XIX веку.

В Португалии словом кока называли плащ с капюшоном, также этим словом называли чёрное свадебное платье. В городе Портиман во время празднования Страстной недели, организованной Католическим Братством, процессию возглавляет мужчина, одетый в чёрный плащ с капюшоном, который полностью закрывал его лицо и в котором было три отверстия — для глаз и рта. Глашатай объявлял о смерти Христа. Этого человек носил имя «кока» или «смерть». Так называли плащ с капюшоном и человека, который его носил.
В 1498 году португальский король Мануэл I дал разрешение Католическому Братству Милосердия собирать кости и тех, кто висел на виселицах и был приговорён к смертной казни, и хоронить их каждый год на День Всех Святых.

## В литературе и искусстве
В последней главе романа Дон Кихот Мигель де Сервантес изображает Эль Кукуя как пугало.
Ещё немного

и был бы пугалом кокосовым,

жить в мире в таких условиях,

которые приписывают свои правила, нельзя,

уж лучше умереть здравомыслящим

### В современной культуре
- В романе «Вор Полуночи» главный противник Эль Кукуй — психотическое, властолюбивое пугало в виде мёртвого ребёнка.
- Профессор Мануэль Медрано описывает Кукуя из популярной испанской и португальской легенды, как небольшого гуманоида с горящими красными глазами, который прячется в шкафах и под кроватью. «Возможно, это мёртвый ребёнок, который стал жертвой насилия…и теперь он жив», — сказал Медрано, ссылаясь на книгу Ксавье Гарза «Жуткие Существа и другие Кукуи», датированная 2004 годом.
- Эль Кукуй (Бугимен) является главным антагонистом в фильме Бугимен и его продолжениях.
- В 2013 показана серия 3-го сезона телесериала Гримм под названием «Эль Кукуй», где главный антагонист является Кукуем из испанской легенды. При этом он представлен как существо, убивающее негодяев по просьбам и мольбам людей, ими обиженных.
- El Cucuy — прозвище Тони Фергюсона, одного из известных бойцов MMA, выступающих под эгидой UFC.

В романе Стивена Кинга «Чужак» (The Outsider, 2018) Эль Куко называют главного антагониста — монстра в человеческом облике, который жестоко убивает детей.
- В фильме «Однажды в Мексике» герой Дэнни Трехо носил имя «Кукуй».